# Vale da Mula
Vale da Mula é uma povoação portuguesa sede da Freguesia de Vale da Mula do Município de Almeida, freguesia com 16,46 km² de área e 160 habitantes (censo de 2021), tendo, por isso, uma densidade populacional de 9,7 hab./km².
Fica localizada entre a sede do município e a fronteira espanhola (Aldeia del Obispo).
No verão realizam-se as festas de Santo António, em agosto.
Após o 25 de Abril, regressaram a Vale da Mula 30 a 40 retornados de África, contribuindo para o desenvolvimento da freguesia.

## Demografia
A população registada nos censos foi:
| Ano  | 0-14 Anos | 15-24 Anos | 25-64 Anos | > 65 Anos |
| 2001 | 26        | 31         | 108        | 72        |
| 2011 | 11        | 12         | 93         | 66        |
| 2021 | 14        | 8          | 64         | 74        |

(Obs.: Número de habitantes "residentes", ou seja, que tinham a residência oficial nesta freguesia à data em que os censos se realizaram, de acordo com os dados oficiais publicados pelo INE.)

## Património
- Edificado:
  - Fonte Plame (mergulho) - século XVII/XVIII;
  - Fonte Grande (mergulho) - século XVII/XVIII;
  - Fonte Nova (mergulho) - século XVII/XVIII;
  - Fonte dos soldados, - século XVII/XIVIII;
  - Fonte das Fontainhas, - século XVII/XVIII;
  - Fonte Chopo.

- Religioso:
  - Igreja Matriz - século XIV;
  - Capela do Santo Cristo - século XIX